# Scarus pyrrostethus
Scarus pyrrostethus là một loài cá biển thuộc chi Scarus trong họ Cá mó. Loài này được mô tả lần đầu tiên vào năm 1846.

## Phạm vi phân bố và môi trường sống
Trước đây, Scarus ghobban được cho là có phạm vi phân bố rộng khắp khu vực Ấn Độ Dương - Thái Bình Dương, và còn trải dài đến tận Đông Thái Bình Dương. Tuy nhiên, do có sự khác biệt về mặt di truyền giữa các quần thể của hai đại dương, quần thể S. ghobban thực sự chỉ giới hạn ở Ấn Độ Dương, còn quần thể ở Thái Bình Dương là của S. pyrrostethus, trước đây được xem là danh pháp đồng nghĩa của S. ghobban.
S. pyrrostethus được ghi nhận trên khắp vùng biển các nước Đông Nam Á; ngược lên phía bắc đến vùng biển phía nam Nhật Bản (và cả quần đảo Ogasawara); mở rộng đến hầu hết các đảo quốc và quần đảo thuộc châu Đại Dương (trừ quần đảo Hawaii, quần đảo Marquises, Tuamotu, Rapa Iti và quần đảo Pitcairn).
Ở phạm vi phía đông, từ vịnh California, S. pyrrostethus xuất hiện dọc theo đường bờ biển Trung Mỹ trải dài về phía nam đến Ecuador, bao gồm quần đảo Galápagos, đảo Cocos và đảo Malpelo. Ở Đông Ấn Độ Dương, S. pyrrostethus được biết đến tại quần đảo Cocos (Keeling) và bờ biển Tây Úc.
Môi trường sống của S. pyrrostethus là các thảm cỏ biển và rạn đá ngầm, độ sâu được tìm thấy đến ít nhất là 100 m.